# المعهد التقني زاخو
المعهد التقني زاخو (بالكردية: په‌يمانگه‌ها ته‌كنيكي زاخو)‏ هو معهد حكومي، تديره حكومة إقليم كردستان، يقع في مدينة زاخو، دهوك، كردستان العراق، تأسس في عام 2002، وقد بدأت بقسمين هما قسم إدارة المصارف وقسم أنظمة الحاسبات وحالياً يتكون من 12 أقسام.

## اقسام المعهد
1. حماية الزراعة
2. التمريض
3. تقنية المعلومات
4. إدارة الأعمال
5. التحليلات المرضية
6. الجيولوجيا البترولية والرواسب
7. إدارة الجمارك
8. النفط
9. إدارة المصارف
10. الكهرباء
11. تبريد والتكييف
12. المساحة